# Banana Boat
Banana Boat est un groupe vocal polonais a cappella. Il est composé de six voix masculines, qui compose lui-même la majeure partie de son répertoire. Pionniers d'un genre nouveau que l'on pourrait définir comme étant du chant marin contemporain, les Banana Boat restent toutefois fidèles à la tradition du genre en y adaptant un style plus personnel avec des arrangements proches de ceux d'une formation de jazz. Se démarquant des sonorités habituelles des chansons de la mer, ce groupe est considéré comme le chef de file d’un genre nouveau, qualifié de 'néo shanties' par ses pairs de la scène internationale et dont la spécificité lui vaut l'appellation de «style polonais du chant marin». D'autres répertoires retiennent leur attention, tels le chant traditionnel ou le jazz, et ils aiment associer parfois d'autres artistes à des projets spécifiques.
Banana Boat est membre de l'International Seasong and Shanty Association (ou ISSA).

## Histoire
Le groupe Banana Boat est le descendant d’une première formation nommée Jack Steward fondée par Maciej Jedrzejko au cours des années 1993-1994. Quelques copains du lycée Emilia Plater (pl) et du lycée Stanisław Staszic (pl) de Sosnowiec, ainsi que du lycée technologique et industriel, avaient projeté de faire le tour de l’Islande à la voile. Passionnés par le chant marin, ils décident alors de fonder un ensemble vocal pour convaincre les équipes éducatives et la municipalité de Sosnowiec de financer leur projet. Celui-ci ne verra jamais le jour et le groupe Jack Steward finira par se dissoudre.
En 1994 Maciej Jedrzejko réussit pourtant à convaincre les ex-membres Paweł Konieczny, Aleksander Kleszcz et Karol Wierzbicki de fonder un nouveau groupe et ils le nomment « Banana Boat ». Le quatuor fait ses débuts sur scène à Katowice au cours du festival Tratwa en 1994. Très vite il remporte de nombreux prix dont celui du festival Prosiak ainsi qu’une mention spéciale du jury au prestigieux festival de chants marins de Cracovie en 1996. 
De 1996 à 1998, le groupe connaît une interruption due aux études de chacun. En 1998, il se reforme et devient quintette. Sa notoriété s’accroît rapidement. Les Banana Boat sont récompensés de prix prestigieux au cours des festivals de chants marins. En janvier 2009, le groupe s’enrichit d’une nouvelle voix de basse avec Piotr « Qdyś » Wiśniewski, ancien membre du groupe polonais North Cape.
Les Banana Boat sont tous passionnés de voile ; Paweł Jędrzejko, navigateur chevronné, détient un permis de yachtmaster[pas clair] de navigation en haute mer ; son frère Maciej est skipper et les autres membres du groupe ont tous leur permis bateau, ce qui renforce d’autant la crédibilité de leur répertoire. Ils occupent des professions dans le domaine médical, dentaire, financier, juridique, commercial et universitaire. Ils sont invités en Europe et partout dans le monde, que ce soit dans des tavernes en petits comités ou sur les grandes scènes internationales devant un large public.

## Philanthropie
- 2006-2007 : travail en collaboration avec le centre culturel de Łaziska Górne (Pologne) en tant qu’organisateurs du festival Zęza de chants marins.
- 2006 : implication dans l’action caritative polonaise To See the Sea pour l’aide médicale aux marins défavorisés.
- 2008 : Maciej Jędrzejko, leader du groupe, est nommé directeur artistique du festival international de musique traditionnelle et de chants marins (Euroszanty & Folk) à Sosnowiec (Pologne).

Maciej Jędrzejko, fondateur du groupe, est l’éditeur en chef de Free Sea-Shanty Portal Szantymaniak.pl, ainsi que du magazine polonais homonyme.
Chaque année, à Noël, Banana Boat se joint aux actions menées par Le Grand Orchestre aux Actions Caritatives.
Également comme chaque année, les membres du groupe sont sollicités pour faire partie du jury de festivals de chants marins ; ils proposent régulièrement des ateliers de travail autour du thème du chant marin à tous ceux qui portent un intérêt à ce répertoire.

## Concerts et collaborations
En plus des nombreux concerts en Pologne, Banana Boat s'est produit à Fulnek (République tchèque, 2002) ; Ravenne (Italie, 2003) ; Paimpol, Château-Thierry, Essômes-sur-Marne (France, 2005, 2007 et 2009) ; Cork et Cobh (Irlande, 2006 et 2007); Appingedam, Oudewater (Pays-Bas, 2007, 2009) ; New York (États-Unis, 2005) ; Brême (Allemagne, 2008).
En tant que membre de l’ISSA, le groupe collabore aux projets des artistes affiliés à cet organisme. En 2008, plusieurs morceaux du groupe ont été édités sur des albums collectifs dédiés à l’aide humanitaire, comme le projet américain : Lafitte's Return. Les albums du groupe sont diffusés sur de nombreuses radios en Europe et ailleurs. Au début de 2009, le groupe finit le mini-album intitulé A Little A Cappella - Polish-Irish Harmony en partenariat avec Eleanor McEvoy, chanteuse irlandaise au talent reconnu.

## Membres
- Maciej «YenJCo» Jędrzejko (pl), fondateur et dirigeant du groupe.
- Paweł « Konik », Konieczny, contre-ténor, compositeur des mélodies et cofondateur du groupe.
- Paweł « Synchro » Jędrzejko (pl), baryton, auteur de la majorité des textes du répertoire.
- Tomasz « Mundry » Czarny, baryton, compositeur des mélodies et des arrangements.
- Michał « Ociec » Maniara, baryton, directeur de l’Agence Artistique BananaArt.pl.
- Piotr « Qdyś » Wiśniewski, voix de basse du groupe.

## Distinctions
En dehors de nombreuses récompenses et premiers prix en tous genres, les Banana Boat ont obtenu une 2e place en 2005 à 2 reprises dans le prix CARA (Contemporary A Cappella Society of America) pour leur album A morze tak, a moze nie..., catégorie Meilleur World/Folk Album et pour la chanson ‘Arktyka’ du même album.

## Discographie
- 2004 : A morze tak, a może nie... (BananaArt.pl[7])
- 2004 : Banana Boat… Świątecznie (BananaArt.pl, mini-album composé de 6 chants de Noël)
- 2008 : Szanty dla Pajacyka (recettes reversées à l’organisation polonaise l’Aide Humanitaire)
- 2008 : Lafitte’s Return (volumes 3 et 4) (recettes utilisées à l’effort de reconstruction dans le domaine musical après le passage de Katrina à La Nouvelle-Orléans)
- 2009 : A Little A Cappella - Polish-Irish Harmony (en partenariat avec Eleanor McEvoy) (mini-album, BananaArt.pl 2009)